# Marco Vassi
Marco Ferdinand William Vasquez-d'Acugno Vassi (New York, 6 novembre 1937 – New York, 14 janvier 1989) est un écrivain américain. Il a publié des ouvrages de fiction et des essais, beaucoup (de ceux à caractère érotique) anonymement.

## Biographie
Marco Vassi a passé la plus grande partie de sa vie à New York. Il s'est marié trois fois, mais était plutôt connu pour avoir une vie sexuelle non conformiste et pour son addiction aux drogues. Il mettait en pratique la théorie de la libération sexuelle, se pensant en « être sexualisé », homo et hétérosexuel. Marco Vassi est le créateur du terme « metasex » qu'il utilise pour désigner tout ce qui dans la vie sexuelle se situe hors des limites du mariage hétérosexuel. 

« Marco Vassi était un avatar littéraire de la révolution sexuelle. Il était en phase avec la politique du sexe et de l'orientation sexuelle, aussi bien qu'avec l'interaction du sexe et de la spiritualité. Dans ses écrits comme dans sa vie (jusqu'au diagnostic du sida), il a exploré courageusement pour dépasser les frontières que bien peu de personnes auront visitées »

— (en) Carol Queen et Lawrence Schimmel, Pomosexuals : Challenging Assumptions about Gender and Sexuality, San Francisco, Calif, Cleis Press, 1997, 191 p. (ISBN 1-57344-074-4)
Marco Vassi a participé à la fondation du think tank RainDance en 1969.
Il est mort d'une pneumonie provoquée par le sida, accompagné par la seule Annie Sprinkle, une de ses anciennes compagnes.
Ses écrits, souvent réédités, ont été rassemblés en 1992 dans une édition définitive en 10 volumes par Permanent Press.

## Publications

### Romans
- The Gentle Degenerates (1972)
- The Saline Solution (1972)
- Contours of Darkness (1972)
- Mind Blower (1972)
- Couples, Loving Couples (1977)
- The Erotic Comedies (1981)
- Lying Down: The Horizontal Worldview (1984)
- The Other Hand Clapping (1987)
- A Driving Passion (1992)
- Play Time (1992)
- The Sensual Mirror (1992)
- Tackling the Team (1993)
- Devil's Sperm Is Cold (1993)
- Slave Lover (1993)
- In Touch (1993)

### Autobiographie
- The Stoned Apocalypse (1973)

### Textes rassemblés
- Metasex, Mirth and Madness: Erotic Tales of the Absurdly Real (1975)
- The Metasex Manifesto: Erotic Tales of the Absurdly Real (1976)
- The Wonderful World of Penthouse Sex (1976) (éd.)
- Erotica from Penthouse (1990)

### Essai
- Pushing Ink: The Fine Art of Tattooing (1979)